# Арсений Тарковски
Арсений Александрович Тарковски (на руски: Арсе́ний Алекса́ндрович Тарко́вский) е руски поет и преводач от източни езици.
Баща на режисьора Андрей Тарковски, в чиито филми често присъства поезията на Арсений Александрович.

## Биография
Арсений Тарковски е роден на 25 юни 1907 г. в Елисаветград (днес Кропивницки, Украйна) в дворянско семейство. Майка му е учителка, а баща му е стар народоволец, който знае 7 чужди и 2 древни езика. Преди революцията Елизаветград е културен център. Там гастролират великият композитор и пианист Ференц Лист, Фьодор Шаляпин, поетите Фьодор Сологуб, Андрей Бели, Игор Северянин. Интелектуалната семейна среда и богатият културен живот определят още в ранна възраст любовта към поезията, музиката и театъра, широтата и дълбочината на мирогледа на бъдещия поет. Той боготвори украинския философ от 18 век Григорий Сковорода, почитта към когото дължи на баща си Александър Кирилович и неговия приятел доктор Афанасий Михалевич, който го посвещава в творчеството му. Детството и юношеството на Тарковски преминават в тежко за страната време, което също оставя траен отпечатък в съзнанието му.
През 1923 г. заминава за Москва, през 1924 г. вече сътрудничи на вестник „Гудок“, в който води рубрика със стихотворни фейлетони. В редакцията работят такива известни писатели като Михаил Булгаков, Юрий Олеша, Иля Илф и Евгений Петров, Валентин Катаев. По това време се запознава с Осип Манделщам, а по-късно и с Марина Цветаева, която се е завърнала от емиграция. През 1924 г. кандидатства в Брюсовския институт за художествено слово, който обаче е закрит след смъртта на Брюсов. През 1925 г. постъпва във Висшите държавни литературни курсове, които завършва през 1929 г. Пише стихове, които публикува в студентски сборник през 1926 г.
От 1932 г. започва активно да се занимава с превод, като особено внимание отделя на класическата поезия на Изтока. На него руската култура дължи едни от най-хубавите стихотворни преводи от туркменски, арменски, грузински и арабски езици.
През 1941 г. заминава като доброволец на фронта и воюва до декември 1943 г., когато е тежко ранен и единият му крак е ампутиран. От Отечествената война кореспондентът на вестник „Бойна тревога“ гвардейски капитан Арсений Тарковски се завръща без един крак и с много написани стихове.

## Творчество
След края на войната той подготвя първата си поетична книга за печат, но през 1946 г. тя е „заклана“ по думите на самия поет. Книпович пише в рецензията си: „Много талантливият поет Тарковски принадлежи към този черен пантеон, към който се числят току-що репресираният поет Манделщам, разстреляният белогвардеец Гумильов (макар той никога да не е бил белогвардеец), Анна Ахматова, за която току-що е имало постановление, и Ходасевич.“
Едва на 55 години той вижда първата си издадена книга „Преди снега“ (1962). В кратката анотация към стихосбирката се казва: „Арсений Тарковски, широко известен преводач, се представя в книгата „Преди снега“ като оригинален поет. В книгата са събрани стихове от няколко десетилетия, тя е резултат на сериозна работа, благодарение на която пред нас се разкрива сложният свят... на мисли, чувства и спомени на съвременника.“
Анна Ахматова оценява високо стихосбирката, нарича я „скъпоценен подарък за съвременния читател“. Почти по същото време на екран излиза филмът на Андрей Тарковски „Иваново детство“, в който бащата на кинорежисьора чете сам свои стихове. Творбите на Арсений Тарковски звучат и в други филми на сина му като „Сталкер“ и „Огледало“, в който звучи едно от най-одухотворените му послания „Първи срещи“, завършващо с пронизващите стихове: „Когато ни преследваше съдбата, тъй както някой луд с бръснач в ръка“.
Дори и след като е разрешено да го печатат, той продължава да бъде упорито премълчаван като автор и да е представян от официалната критика като талантлив преводач, но не и като поет с огромно значение. От 1962 г. до смъртта му (27 май 1989) излизат: „На Земята – земното“ (1966), „Вестител“ (1969), „Стихотворения“ (1974), „Зимен ден“ (1980), и „Избрано“ (1982), „Стихове от различни години“ (1983), „Звезди над Арагаци“ (1988). Последната книга на поета е „От младостта до старостта“ (1989), за която посмъртно, в годината на кончината си е удостоен с Държавна награда…
В предговора си към книгата му „Стихотворения“ Маргарита Алигер пише: „Да се говори за стихове е въобще трудно, а за прекрасни стихове – двойно по-трудно. Възприемаш ги с чувствата си като музика, (а нима е леко да се разкаже за нея? Но ако все пак заставиш себе си да се освободиш от магията на поезията и да се вгледаш в поезията на Тарковски, ще стане очевидно неговото изкуство да възвръща на думите истинската им стойност и тежест, умението му внимателно да вгражда в своя речник нова дума или ново понятие, които озаряват изведнъж с нова светлина цялото стихотворение.“
В България избрани стихотворения на Арсений Тарковски са преведени от Светлозар Жеков и публикувани в изданията „В средата на света“, „Народна култура“, 1982 г. и „Арсений Тарковски и други руски поети“, „Нов Златорог“, 2007 г.

## Поезия
- „Перед снегом“ (1962)
- „Земле – земное“ (1966)
- „Вестник“ (1969)
- „Волшебные горы“ (1978)
- „Зимний день“ (1980)
- „Избранное“ (събрани съчинения – стихотворения и преводи до 1982 г.)
- „Стихи разных лет“ (1983)
- „От юности до старости“ (1987)
- „Быть самим собой“ (1987)
- „Звезды над Арагацем“ (1989)
- „Благословенный свет“ (1993)